# Michael Benyaer
Michael Benyaer (Vancouver, 25 de mayo de 1970) es un actor canadiense de cine, televisión, videojuegos y dibujos animados.

## Biografía artística
Michael Benyaer nació en Vancouver (Columbia Británica, Canadá) y comenzó su carrera como actor de voz, sobre todo en series manga y en videojuegos. Una de sus series más conocidas (como doblador), y además de las primeras en las que participó, fue Ranma ½ (en su versión en anglosajona) interpretando el papel de Hikaru Gosunkugi. Más tarde fue doblador en la serie Las aventuras de Sonic el Erizo, luego uno de sus papeles más importantes fue ponerle voz al personaje de Bob en la serie de animación 3D ReBoot, y ya uno de sus últimos papeles en series de dibujos o animación ha sido en la versión inglesa de la serie Pollo Robot (Robot Chicken), en la que interpreta a varios personajes.
También ha participado en el doblaje de juegos en su versión en inglés como por ejemplo Needs for speed: Underground y SOCOM: U.S. Navy SEALs Fireteam Bravo 2.
En cuanto al cine y la televisión destacan sus películas de cine Postal y The truth about Miranda y en la televisión ha realizado varias películas, pero destacan las series. Así ha realizado cameos en series como MacGyver, Smallville y Eureka, pero su papel más importante hasta el momento, como personaje principal de una serie, ha sido su papel de Aknad en la serie Cinco razones (para no salir contigo), en la que interpreta al novio del mejor amigo de la protagonista, Emily Sanders (Heather Graham).
En 1989 apareció en el film de Rob Hedden " Viernes 13 Parte VIII: Jason Toma Manhattan" como uno de los delincuentes que es asesinado por Jason Voorhees de un golpe con una tubería.